# Dermatopsoides andersoni
Dermatopsoides andersoni is een straalvinnige vissensoort uit de familie van naaldvissen (Bythitidae). De wetenschappelijke naam van de soort is voor het eerst geldig gepubliceerd in 2006 door Møller & Schwarzhans.